# Ніколаєнко Євген Макарович
Євге́н Мака́рович Нікола́єнко (біл. Яўген Макаравіч Нікалаенка; 17 вересня 1905 — 16 квітня 1961) — радянський військовик часів Другої світової війни, генерал-лейтенант авіації. Герой Радянського Союзу (1939).

## Життєпис
Народився в селі Удога Могильовської губернії Російської імперії (нині — Чериковський район Могильовської області Білорусі) в селянській родині. Білорус. Здобув початкову освіту. Працював вантажником.
У лавах РСЧА з 1927 року. У 1928 році закінчив Ленінградську військово-теоретичну школу льотчиків, а у 1930 році — 2-гу Борисоглібську військову авіаційну школу льотчиків. Член ВКП(б) з 1929 року. У 1935 році закінчив Курси удосконалення командного складу (КУКС) при Військово-повітряній академії імені М. Є. Жуковського.
Служив у частинах ВПС Московського військового округу, пройшов шлях від пілота до командира ескадрильї.
З березня по серпень 1938 року перебував у військовому відрядженні в Китаї, де брав участь у боях. Командував ескадрильєю, згодом — винищувальною групою. Провів 5 повітряних боїв, у яких особисто збив 2 літаки супротивника.
Після повернення з відрядження був призначений начальником Кіровабадської військової авіаційної школи, з 1939 року — заступник командувача ВПС Київського особливого військового округу, з 1940 року — командир 17-ї змішаної авіаційної дивізії Київського ОВО. 4 червня 1940 року присвоєне військове звання генерал-майор авіації. З січня 1941 року — командувач ВПС Північно-Кавказького військового округу.
Учасник німецько-радянської війни: у серпні — вересні 1941 року — командувач ВПС 5-ї армії Південно-Західного фронту; у жовтні — грудні 1941 року — заступник командувача ВПС Західного фронту; в лютому — червні 1942 року — командувач ВПС Кримського фронту. За невдачі радянських військ при обороні Криму був знятий з посади і понижений у військовому званні до полковника. З липня 1942 року — начальник Липецьких військових авіаційних курсів удосконалення командного складу ВПС РСЧА. З листопада 1943 року й до кінця війни — заступник командувача 1-ю повітряною армією на Західному та 3-му Білоруському фронтах. У березні 1944 року вдруге присвоєне військове звання генерал-майор авіації.
У 1945 році присвоєне військове звання генерал-лейтенант авіації. Протягом 1945—1946 років — командувач 11-ю повітряною армією Закавказького військового округу. У 1946—1949 роках — командувач 1-ю повітряною армією далекої авіації (м. Смоленськ); у серпні — листопаді 1949 року — 1-й заступник командувача, а з листопада 1949 по серпень 1950 року — командувач Далекою авіацією ВПС СРСР. У 1952 році закінчив Військову академію Генерального штабу. У 1952—1955 роках — командувач 50-ю повітряною армією далекої авіації (м. Смоленськ).
У грудні 1955 року генерал-лейтенант авіації Є. М. Ніколаєнко вийшов у відставку. Мешкав у Ленінграді (нині — Санкт-Петербург), де й помер. Похований на Богословському кладовищі.

## Нагороди
Указом Президії Верховної Ради СРСР від 22 лютого 1939 року капітанові Ніколаєнку Євгену Макаровичу присвоєне звання Героя Радянського Союзу. Після встановлення знаку особливої відзнаки, 4 листопада 1939 року йому було вручено медаль «Золота Зірка» (№ 122).
Нагороджнений двома орденами Леніна (22.02.1939, 1953), трьома орденами Червоного Прапора (14.11.38, 1942, 1948), орденами Суворова 2-го ступеня (19.04.1945), Кутузова 2-го ступеня (05.05.1945), Вітчизняної війни 1-го ступеня (19.08.1944), Червоної Зірки (1944) і медалями.